# مک مین
مک مین (انگلیسی: Mack Maine؛ زادهٔ ۲۸ ژوئیهٔ ۱۹۸۲) یک موسیقی‌دان اهل ایالات متحده آمریکا است. وی از سال ۲۰۰۴ میلادی تاکنون مشغول فعالیت بوده‌است.